# 황남희
황남희(1980년 4월 10일 ~ )은 대한민국의 아나운서다.

## 개요
연세대학교를 졸업하고 KTV 한국정책방송 기자, 부동산TV 아나운서, 이데일리 앵커 등을 거쳐서 2009년 YTN 앵커로 입사한 뒤 2012년 JTBC 아나운서로 이직했다.

## 학력
- 서정리초등학교
- 은혜여자중학교
- 평택여자종합고등학교
- 연세대학교 신문방송학, 정치외교학 학사

## 경력
- KTV 한국정책방송 기자
- 부동산TV 아나운서
- 이데일리 앵커
- 2009.06~2012.11 YTN 앵커
- 2012~ JTBC 아나운서
  - 2019.01~ 2025.01 JTBC 아나운서 차장
  - 2025.01~ JTBC 전략편성실 아나운서팀장

## TV
- JTBC JTBC 뉴스 9 (2012년 12월 11일 ~ 2013년 9월 13일)
- JTBC 시청자 의회 (2013년 3월 16일 ~ 2013년 11월 8일)
- JTBC 뉴스 아침& (2013년 9월 16일 ~ 2014년 5월 16일, 2015년 1월 5일 ~ 2022년 2월 4일)
- JTBC 이 시각 뉴스룸 (2022년 2월 7일 ~ 2022년 12월 6일, 2023년 3월 6일 ~ 2023년 6월 30일)